# (2003) Harding
(2003) Harding – planetoida z pasa głównego asteroid okrążająca Słońce w ciągu 5 lat i 138 dni w średniej odległości 3,07 au. Została odkryta 24 września 1960 roku w programie Palomar-Leiden-Survey. Nazwa planetoidy pochodzi od Karla Hardinga (1765–1834), niemieckiego astronoma. Przed jej nadaniem planetoida nosiła oznaczenie tymczasowe (2003) 6559 P-L.